# Magleby (Møn)
 Denne artikel omhandler byen Magleby (Møn). Der er også andre byer med dette navn, se Magleby.
Magleby er en landsby beliggende i Magleby Sogn på den østligste del af Møn. Landsbyen ligger i Vordingborg Kommune og tilhører Region Sjælland.
Bebyggelsen er centreret omkring det område, hvor Klintholm Havnevej fra syd og Sømarkevej fra nord rammer Klintevej. Her ligger også Magleby Kirke. Magleby præstegård fra 1849 er fredet. En tidligere rytterskole fra 1727 ligger på Klintevej, og har en sandstenstavle indmuret i gavlen.
Magleby nævnes i 1370. Ved salget af krongodset på Møn i 1769 blev jorden til Klintholm Gods inddraget fra Mandemarkes og Maglebys fælles græsningsoverdrev. Landsbyen blev udskiftet i 1801.
Professor Peter Petersen Freuchen blev født i Magleby i 1827.
I 2012 fandt en lokal tømrer en større sølvskat på en mark ved Magleby.
I 2013 blev der i Magleby foretaget omfattende kloakarbejder, hvilket udløste en langvarig tvist om tilslutningsbidrag, som har fået meget medieomtale. På den ene side står Vordingborg Kommune og det kommunalt ejede forsyningsselskab, som holder på, at husejerne skal betale tilslutningsafgift. På den anden side står en række husejere, der mener, at landsbyen allerede var offentligt kloakeret - og at der derfor ikke kan opkræves tilslutningsbidrag på 35.000 kr. Maglebysagen vil formentlig blive afgjort ved retssag i 2017.